# Pascal Riché

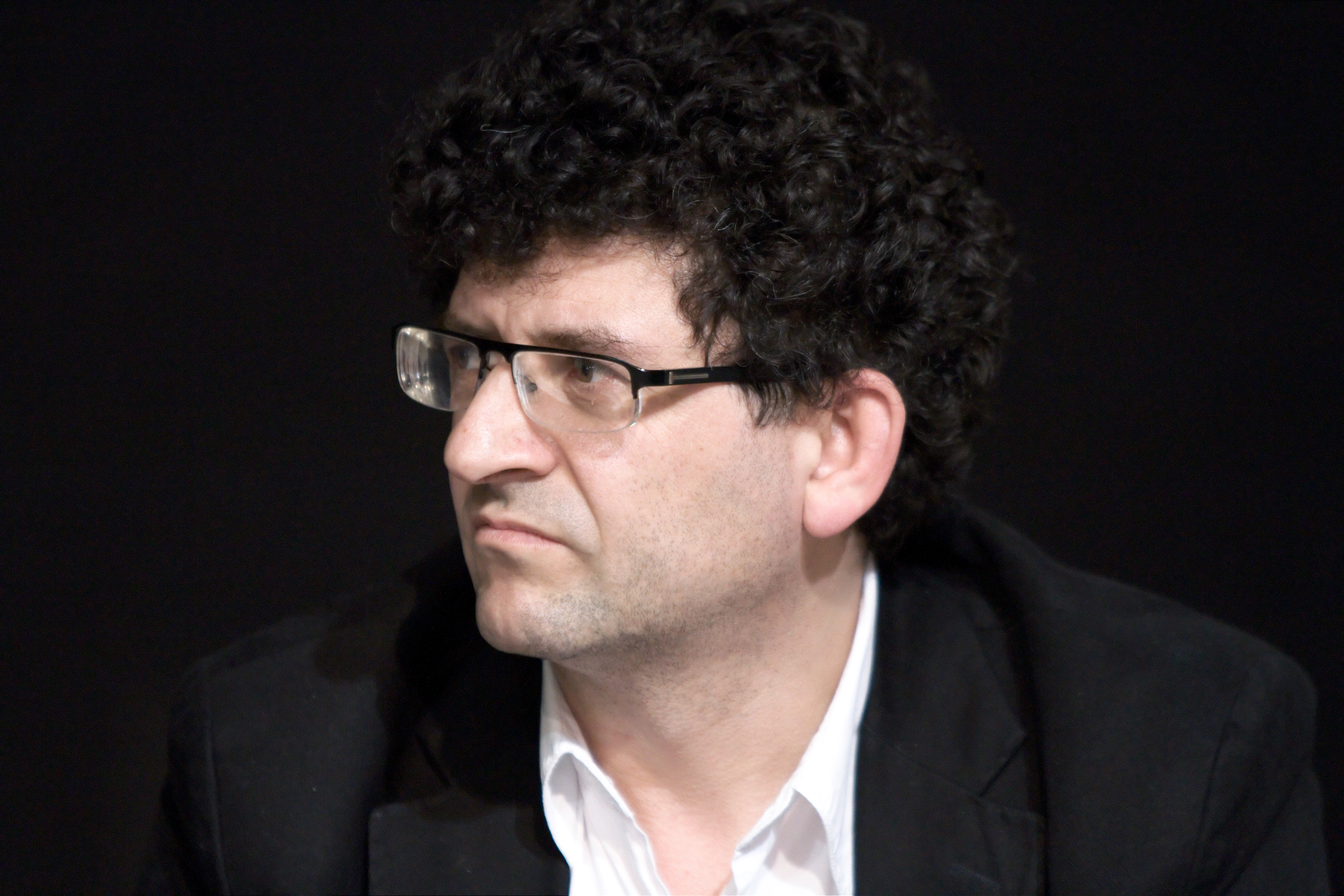
Pascal Riché

Pascal Riché (* 1962) ist ein französischer Journalist, Mitbegründer und Chefredakteur von Rue89.

## Leben
Nach einer Tätigkeit als Journalist bei Ouest-France und La Tribune de l'economie kam er 1989 zur Libération. Bevor er 2000 als Korrespondent nach Washington ging, leitete er deren Wirtschaftsressort. Während seiner Zeit in den Vereinigten Staaten verfolgte er den Präsidentschaftswahlkampf 2004. Bei dieser Gelegenheit setzte er  Anfang 2004 einen Blog ins Netz. Zum amerikanischen Kollektivblog „TPM cafe“ trug er bei. Nachdem er die Seiten „debats“ der Liberation geleitet hatte, verließ er 2007 als Chefredakteur die Tageszeitung, um das Internetmagazin Rue89 zu gründen.
Er ist der Sohn des Historikers Pierre Riché. Er besitzt einen Universitätsabschluss im öffentlichen Recht, ist ehemaliger Schüler der Sciences Po Paris und des Centre de formation des journalistes (CFJ).
Auch ist er „young leader“ der Französisch-Amerikanischen Gesellschaft.

## Werke
- „Die Europäische Währungsunion“ gemeinsam mit dem Ökonomen Charles Wyplosz (Seuil 1993)
- „Der Siebenjährige Krieg, die unbekannte Geschichte des starken Franc“ mit Eric Aeschimann (Calmann Levy, 1996). Dies ist eine Untersuchung über die  in den Jahren 1989 und 1996 gemachte Wirtschaftspolitik und erhielt als bestes Buch darüber den IFG-Preis.